# Dongał (stacja kolejowa)
Dongał (kaz. Донгал, ros. Донгал) – stacja kolejowa w miejscowości Saryszi, w rejonie Szet, w obwodzie karagandyjskim, w Kazachstanie. Położona jest na linii Astana – Szu, na trasie Nowego Jedwabnego Szlaku.